# Bengt-Inge Olofsson
Bengt-Inge Olofsson, född 20 december 1946 i Skallsjö församling, är en svensk före detta fotbollsspelare som representerade Gais säsongen 1970.
Olofsson kom till Gais från Lerums IS inför säsongen 1969 som en stor talang, men fick i början spela för Gais B-lag, tills han debuterade i Allsvenskan med ett inhopp mot Elfsborg våren 1970. Han blev i och med detta historisk som den förste man som Gais, efter en regeländring inför säsongen, satte in som andre avbytare, sedan Roger Hansson tidigare hade ersatt Gunder Högström. Han spelade emellertid bara sammanlagt fyra matcher (inga mål) under denna sin enda säsong med Gais.